# Céans
Le Céans est un torrent du sud de la France qui prend sa source dans la Drôme sur la commune de Laborel au pied du col de Perty et traverse les Hautes-Alpes. Sur son parcours, il traverse le hameau  des Bégües dans la plaine d'Orpierre et reçoit les eaux du torrent de Saint-Cyrice. C'est un affluent du Buëch, entre les territoires des communes de Lagrand et Saléon.

## Géographie
La longueur de son cours d'eau est de 22,4 km.
Elle est en partie suivie par la route des Princes d'Orange.

### Principaux villages traversés dans la Drôme et les Hautes Alpes
Laborel, Sainte-Colombe, Orpierre, Nossage-et-Bénévent, Lagrand, Saléon